# Isidor Bajić
Isidor Bajić (en cirílico: Исидор Бајић; Kula, 16 de agosto de 1878-Novi Sad, 15 de septiembre de 1915) fue un compositor serbio. 

## Biografía
Nació en Kula el 16 de agosto de 1878. Isidor Bajić terminó la escuela secundaria en Novi Sad y luego siguió los cursos de Hans von Koessler en la Academia de Música de Budapest. De 1901 a 1915 trabajó en el Gimnasio Jovan Jovanović Zmaj como profesor de canto, director de coro y director de orquesta. En 1909, en Novi Sad, fundó una escuela de música que hoy lleva su nombre.
Isidor Bajić escribió artículos para casi todas las publicaciones periódicas de la época, defendiendo las virtudes educativas del canto. Algunas de sus publicaciones lo llevaron a polémicas y controversias con Petar Konjović, otro compositor serbio. Bajić publicó dos obras educativas: Klavir i učenje klavira (1901) y Teorija pravilnog notnog pevanja (1904).
Musicalmente, escribió melodías sobre temas religiosos y folclóricos serbios, que utilizó en sus piezas para piano; también compuso obras corales, melodías cantadas y una ópera: Knez Ivo od Semberije.
Falleció en Novi Sad el 15 de septiembre de 1915, a los 37 años. Está enterrado en Almaško groblje.

## Obras notables
- Pesme ljubavi
- Knez Ivo od Semberije[3]
- Srpska rapsodija
- Đido